# Skolelinux
Skolelinux – dystrybucja Linuksa przeznaczona do celów edukacyjnych, bazująca na Debianie (czasami nazywana również Debian-Edu). Jest to projekt open-source finansowany przez Norwegię. Obecnie wspierane są wszystkie języki dostępne w Debianie.

## Wydania
- Skolelinux 1.0 – nazwa kodowa „Venus”, bazuje na Debianie Woody, został wydany 20 czerwca 2004 r.
- Skolelinux 2.0 – nazwa kodowa „DebianEdu” (po tym jak Skolelinux został przyjęty jako podprojekt Debiana o tej nazwie), bazuje na Debianie Sarge, został wydany 14 marca 2006 r.
- Skolelinux 3.0 – nazwa kodowa „Terra”, bazuje na Debianie Etch, został wydany 22 lipca 2007 r.
- Skolelinux 5.0 (Debian Edu 5.0.4+edu0) – bazuje na Debianie Lenny, został wydany 9 lutego 2010 r.
- Skolelinux 6.0 (Debian Edu 6.0.4+edu0) – bazuje na Debianie Squeeze, został wydany 11 marca 2012 r.

## Finansowanie projektu
Rozwój Skolelinux jest sponsorowany przez fundację SLX Debian Labs Foundation. Projekt był również sponsorowany przez Norweskie Ministerstwo Edukacji oraz Ministerstwo Reform i Administracji. Sponsorami projektu są również osoby prywatne oraz firmy, które przekazują dotacje na rzecz projektu. Pozwalają one na zorganizowanie corocznie 7–10 spotkań developerów w Norwegii, Hiszpanii oraz w Niemczech.